# Фала (собака)

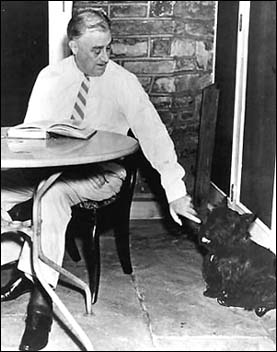

Фала (7 апреля 1940 — 5 апреля 1952) — собака президента США Франклина Делано Рузвельта породы шотландский терьер, жившая с ним в Белом доме во время его пребывания в должности. Фала сопровождал Рузвельта во многих его официальных поездках и с определённого момента стал неотъемлемой частью его имиджа. Различные действия и выходки пса широко освещались в средствах массовой информации.
Статуя Фалы является частью мемориала Франклина Делано Рузвельта в Вашингтоне.

## Биография
Фала родился 7 апреля 1940 года и был преподнесён как подарок на Рождество президенту Рузвельту. 10 ноября 1940 года пёс переехал в Белый дом, где жил до смерти Рузвельта. Рузвельт очень заботился о здоровье своего любимца, поэтому запретил кормить его кому-либо и всегда делал это сам.
Фала стал одним из героев фильма о типичном дне Белого дома, снятом Metro-Goldwyn-Mayer, а позже был признан почётным рядовым в армии США после «пожертвования» 1 доллара на военные нужды. Фала сопровождал Рузвельта во многих его поездках, в том числе на самолётах и кораблях, и в том числе отправился с ним на конференцию в Квебеке, где была подписана Атлантическая хартия. Рузвельт упомянул Фалу в своей предвыборной речи 23 сентября 1944 года, защищаясь от нападок Республиканской партии.
Фала был героем серии мультфильмов Алана Фостера «господин Фала из Белого дома». Кроме того, его имя использовалось солдатами армии США как пароль во время Арденнской операции.
Фала умер 5 апреля 1952 года и был похоронен рядом с Рузвельтом.